# Okfjorden
Okfjorden er en fjordarm af Velfjorden i Brønnøy kommune i Nordland fylke i Norge. Fjorden har indløb mellem Okneset i nord og Okodden i syd og går 8,5 kilometer mod nordøst til Fjordbotnet hvor Klavesmarkelva munder ud.
Bortset fra den vejløse gård Okan ved indløbet på sydøstsiden, som fjorden er opkaldt efter, er ingen bosætninger eller veje langs fjorden. Fjorden har ganske stejle sider, specielt på nordsiden hvor Bårdtsteinhatten stiger op til 736 meter over havet.